# (20613) Chibaken
(20613) Chibaken est un astéroïde de la ceinture principale.

## Description
(20613) Chibaken est un astéroïde de la ceinture principale. Il fut découvert le 11 septembre 1999 à la station Anderson Mesa par le programme LONEOS. Il présente une orbite caractérisée par un demi-grand axe de 3,05 UA, une excentricité de 0,11 et une inclinaison de 12,4° par rapport à l'écliptique.

## Compléments